# Avison Ensemble
Avison Ensemble es uno de los principales exponentes de la música clásica con instrumentos de época en Inglaterra. Su nombre viene de Charles Avison (1709-1770), compositor, director de orquesta y organista, nacido en Newcastle y considerado "el más importante compositor inglés de conciertos del Siglo XVIII". Comprende algunos de los principales músicos y solistas europeos. El Conjunto es dirigido por el violinista Pavlo Beznosiuk. Varía en número dependiendo del repertorio que se ejecuta y es típicamente un conjunto de cámara o de concerto grosso, expansionándose a orquesta de cámara cuando es necesario.

## Formación del Avison Ensemble
El Conjunto se formó en 1985 por el violonchelista y director musical Gordon Dixon, nacido en Newcastle, después de descubrir una colección de música del siglo XVIII en la parte trasera de un armario donde se encontraron una serie de conciertos del relegado Avison.
Avison escribió más de ochenta conciertos, que atrajeron a los grandes músicos del momento para tocarlos en Newcastle. Trabajó con figuras como el astrónomo William Herschel, quien fue el director de la orquesta de Avison, el compositor William Shield (su alumno de Whickham y a quien se le debe la memoria de Auld Lang Syne), el esmaltador de vidrio Ralph Beilby que fue un bajista de la orquesta, y el grabador de madera Thomas Bewick, que grababa las entradas de los conciertos.
A pesar de haber escrito más de ochenta conciertos, la música de Avison rara vez se había interpretado desde su muerte. El conjunto se formó con el objetivo de la interpretación, grabación y difusión de las obras de Avison y para llevar a la atención pública a otros muchos compositores británicos de la época barroca olvidados, como John Garth, Thomas Arne y William Boyce, así como para tocar el repertorio tradicional.

## El Archivo Avison
Como autor de Un Ensayo Sobre la Expresión Musical (1752), Avison fue un pionero en el campo de la estética musical y la fuerza dominante en la vida musical de Newcastle-upon-Tyne y el área circundante.
Sus dos Libros de obras son nuevas e importantes fuentes para la interpretación de sus obras y han sido adquiridos recientemente por el Avison Ensemble. Con la ayuda de la Heritage Lottery Fund, el primer libro fue adquirido en Sotheby's, Londres en 2001. Increíblemente, menos de un año más tarde, el segundo libro fue descubierto y adquirido.
Ambos manuscritos contienen muchas obras inéditas del compositor y varios de sus contemporáneos. El segundo libro contiene autógrafos de las transcripciones para conciertos de las sonatas de Domenico Scarlatti, copias de los manuscritos de Avison de sus 12 Concerti Grossi Op. 2, fuertemente revisados y anotados por la mano del compositor y las transcripciones orquestales de las Concerti Grossi Op. 7 de Francesco Geminiani, así como sus arreglos inéditos de las Sonatas para Violín de Opp. 1 y 4 también de Geminiani.
Ambos libros han sido completamente restaurados por un equipo de la Universidad de Northumbria y se han colocado en préstamo en la Biblioteca de la Ciudad de Newcastle, ahora llamada Edificio Charles Avison, para su custodia y conservación. Los libros son centrales para las Colecciones Locales de Newcastle .

## Actividades
El Avison Ensemble toca con instrumentos de la época para recrear lo más fielmente posible el sonido musical distintivo del mundo de finales del siglo XVIII.
Consta de algunos de los mejores especialistas europeos en música del barroco y los solistas del Ensemble son dirigidos por Pavlo Beznosiuk, uno de los más importantes virtuosos violinistas del Reino Unido y director de la Academy of Ancient Music. Los miembros del grupo aparecen con regularidad en las principales posiciones de la Academia of Ancient Music, de Fretwork (grupo de música), de The Gabrielli Consort, del Coro Monteverdi, la Orquesta Révolutionnaire et Romantique, los English Baroque Soloists, la Amsterdam Baroque Orchestra, The English Concert, el The King's Consort y Les Arts Florissants.
El conjunto también ha actuado bajo directores como Benjamin Zander y Nicolás Kraemer, y con solistas como los violonchelistas Anner Bylsma, Jaap ter Linden, y Pieter Wispelwey, pianistas de la talla de Ronald Brautigam y Alexei Lubimov, y los cantantes James Bowman, Robin Blaze y Catherine Bott.
El grupo está comprometido con el noreste de Inglaterra y a llevar la música de Avison a su público. El grupo toca regularmente en la Catedral Anglicana de San Nicolás, la Catedral Católica de Santa María, la Iglesia Metodista de Newcastle, la Catedral de Durham, la Hexham Abbey, de La Lonja de Berwick-upon-Tweed, el Museo Bowes, el Alnwick Playhouse, la Iglesia de San Nicolás de Guisborough, Morpeth, en el Castillo de Chillingham y en la Sage Gateshead.
Además de las numerosas apariciones en otras regiones inglesas como Brandon Hill, en Bristol, San Juan de Smith Square, en Londres, el Museo Foundling, en Londres (en colaboración con la Händel House Museum), en el Trinity College of Music, en la Capilla del Old Royal Naval College, de Greenwich, en su Festival de Música, y en el Festival Händel de Halle, en Alemania. El grupo ha actuado dos veces en St James's Palace, en Londres, con el coro de la Capilla Real, y fueron la mayor orquesta en la apertura de la serie en la nueva sala de conciertos de Londres, Kings Place, tocando un programa Beethoven con instrumentos de época, que incluía el Triple Concierto. 
Participaron en la emisión de conciertos en vivo en la BBC Radio 3 como parte de su serie 'En vivo desde el siglo XVIII'. El Conjunto lideró el amplio programa de eventos del 2009 para celebrar el 300º aniversario del nacimiento de Avison.

## Grabaciones
El Avison Ensemble ha grabado las obras completas de Charles Avison en Naxos Records y Divine Art, y entre otros registros los seis Conciertos para violonchelo de John Garth para Divine Art. El Ensemble ha hecho la primera grabación mundial de los Concerti Grossi de Avison/Scarlatti y ha grabado los Concerti Grossi Opus 6 de Händel y los Conciertos de Violín Opus 8 de Vivaldi, incluyendo 'Las Cuatro Estaciones' con Linn Records. En octubre de 2012 el Ensemble publicó su registro de los Concerti Grossi Opus 6 de Arcangelo Corelli en Linn Records, el primero en su serie de registros de las obras completas de Corelli para conmemorar el 300.º aniversario en 2013 de la muerte del compositor. El cuarto y registro final de esta serie fue publicado en abril de 2014.
- Charles Avison, Twelve Concertos Op. 6, Naxos (2004)
- Charles Avison, Six Concertos Op. 3 and Eight Concertos Op. 4, Naxos (2006)
- Charles Avison, Twelve Concerti Grossi[4] after Geminiani, Divine Art (2007)
- Charles Avison, 12 Concerti Grossi after Scarlatti, Divine Art (2008)
- Charles Avison, Twelve Concerti Grossi Op. 9 and Six Concerti Grossi 'Op. 10, Divine Art (2008)
- Charles Avison, Trio Sonatas[5] Op. 1 and Keyboard Sonatas Op. 8, Divine Art (2009)
- Charles Avison, Sonatas for Harpsichord[6] Opp. 5 and 7 (with harpsichordist Gary Cooper), Divine Art (2010)
- Rebellion! Music of the Jacobite Rebellions by Handel, Geminiani and Avison
- Concertos from the North: Concertos by Charles Avison, John Garth[7] and William Herschel
- John Garth, Six Cello Concertos, Divine Art (2007)
- John Garth, Accompanied Keyboard Sonatas Opp. 2 and 4 (with harpsichordist Gary Cooper),[8] Divine Art (2014)
- George Frideric Handel, Concerti Grossi Op. 6, Linn Records[9]  (2010)
- Antonio Vivaldi, Violin Concerti Opus 8 Il cimento dell'armonia e dell'inventione (The Contest Between Harmony and Invention) including 'The Four Seasons', Linn Records (2011)
- Arcangelo Corelli, Concerti Grossi Opus 6, Linn Records (2012)
- Arcangelo Corelli, Violin Sonatas Opus 5, Linn Records (2013)
- Arcangelo Corelli, Chamber Sonatas Opus 2 and 4, Linn Records (2013)
- Arcangelo Corelli, Church Sonatas Opus 1 and 3, Linn Records (2014)

## Educación y actividades de divulgación
En el núcleo de las actividades del conjunto está el programa de eventos educativos, incluyendo una asociación establecida con la Joven Orquesta de Gateshead y un proyecto anual con las escuelas del noreste. También ha establecido una asociación con el New England Conservatory of Music, de Boston, Estados Unidos.
El conjunto desarrolla conciertos en colaboración con la Universidad de Newcastle upon Tyne y disfruta de una alianza con el North East Centre for Lifelong Learning (concedido por la Universidad de Sunderland).
El conjunto también ofrece un campo de entrenamiento para jóvenes músicos profesionales para adquirir la experiencia en período de práctica, que les brinden la oportunidad de trabajar con destacados directores y solistas.
Los Premios anuales del conjunto fueron creados en 2005 para alentar a los jóvenes talentos musicales de toda la región del Noreste. Los aspirantes a los Premios pueden recibir clases y orientación, así como un importante estímulo para continuar su educación musical. 